# Вормсер, Зекель Ицхак Лейб

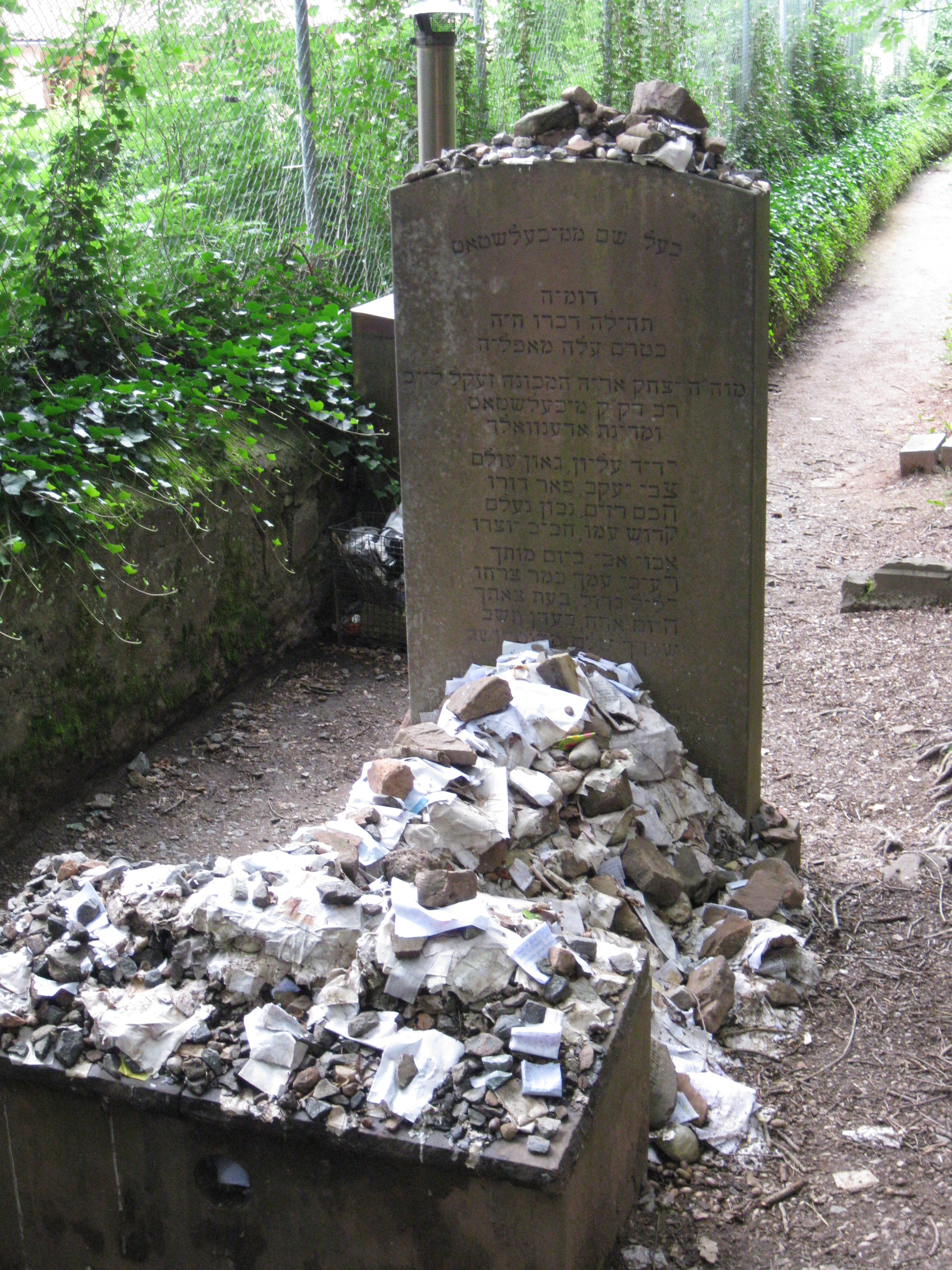
Могила рава Зекеля Ицхака Лейба Вормсера на еврейском кладбище Михельштадта.

Рав Зе́кель Ицха́к Лейб Во́рмсер (ивр. רב יצחק אריה וורמסר‎; известный под именем Бааль Шем из Михельштадта; 1768, Михельштадт, Оденвальд, Священная Римская империя — 13 сентября 1847, Михельштадт, Оденвальд, Священная Римская империя) — еврейский религиозный деятель, каббалист и учёный.

## Биография
Получил образование во Франкфурте-на-Майне, в иешиве рава Натана Адлера, и следуя по его стопам, вёл аскетический «хасидский» образ жизни, занимаясь кабалистическими исследованиями. Вступив в первый брак вернулся в Михельштадт приблизительно в 1790, где он много лет руководил иешивой и служил до 1822 года, вначале неофициально, признанным окружным раввином. После смерти жены, приблизительно в 1810 году, переехал в Мангейм.
В течение многих лет его «хасидское» поведение и строгое вегетарианство (в 18 лет он дал обет воздерживаться от продуктов животного происхождения, и сохранял верность обету до своей смерти) создавало некоторую напряженность между ним и другими членами его общины. Вскоре его известность как владеющего тайными знаниями распространилась по Германии, и его стали называть Бааль Шем из Михельштадта. Имел репутацию чудотворца. Он часто говорил, что все, что он делает, происходит естественно и «беЕзрат аШем» (с помощью небес). В 1825 году дом рава Вормсера вместе с обширной библиотекой сгорели во время пожара. Из его талмудических статей, сохраненных его потомками, почти ничего не было издано. Каталог его второй библиотеки хранится в Центральной библиотеке Цюриха.
Был дважды женат и имел 15 детей, давших многочисленное потомство.

## Память

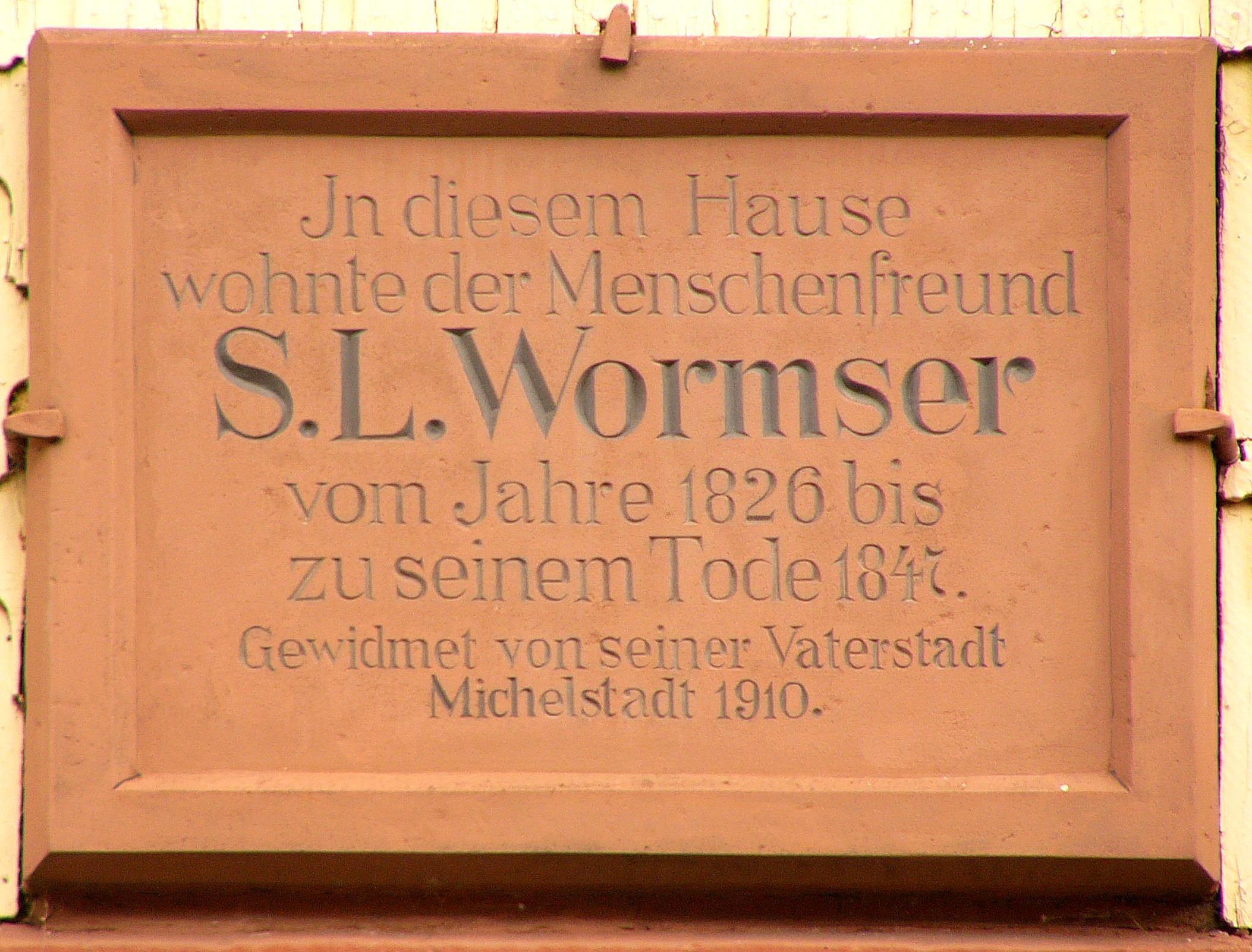
Мемориальная доска на доме, где рав Вормсер жил с 1826 г. до самой смерти в 1847 г.

- В 1908 году была открыта мемориальная доска на его бывшем доме.

- В честь рава Вормсера был назван один из сортов груши «Зекель Лейб», который был открыт иммигрантами в США.

- Могила была осквернена нацистами и восстановлена после Второй мировой войны[10], однако оригинальный могильный камень, изначально установленный на могиле — утерян. Сохранились только его фотографии. Разрушенные могилы его родственников также были частично восстановлены. Могила рава Вормсера является популярным местом паломничества[11].